# Sahlgrenska Science Park
Sahlgrenska Science Park är en neutral och internationell arena för innovationer och affärsutveckling inom livsvetenskap. Verksamheten Accelerator @Sahlgrenska SP är specialinriktad mot medicinsk teknik – tillämpad digital teknik som kan ge fler människor ett friskare liv och kostnadseffektiv vård med hög kvalitet.
Totalt är ett 90-tal bolag kopplade via Sahlgrenska Science Park till innovationsmiljön runt Sahlgrenska Universitetssjukhuset i Göteborg.
Sahlgrenska Science Park AB ägs av Västra Götalandsregionen, Business Region Göteborg, Göteborgs universitet, Chalmers tekniska högskola och Mölndals stad.
Marianne Dicander Alexandersson är styrelsens ordförande. Cecilia Edebo är vd.